# Miradouro Despe-te Que Suas

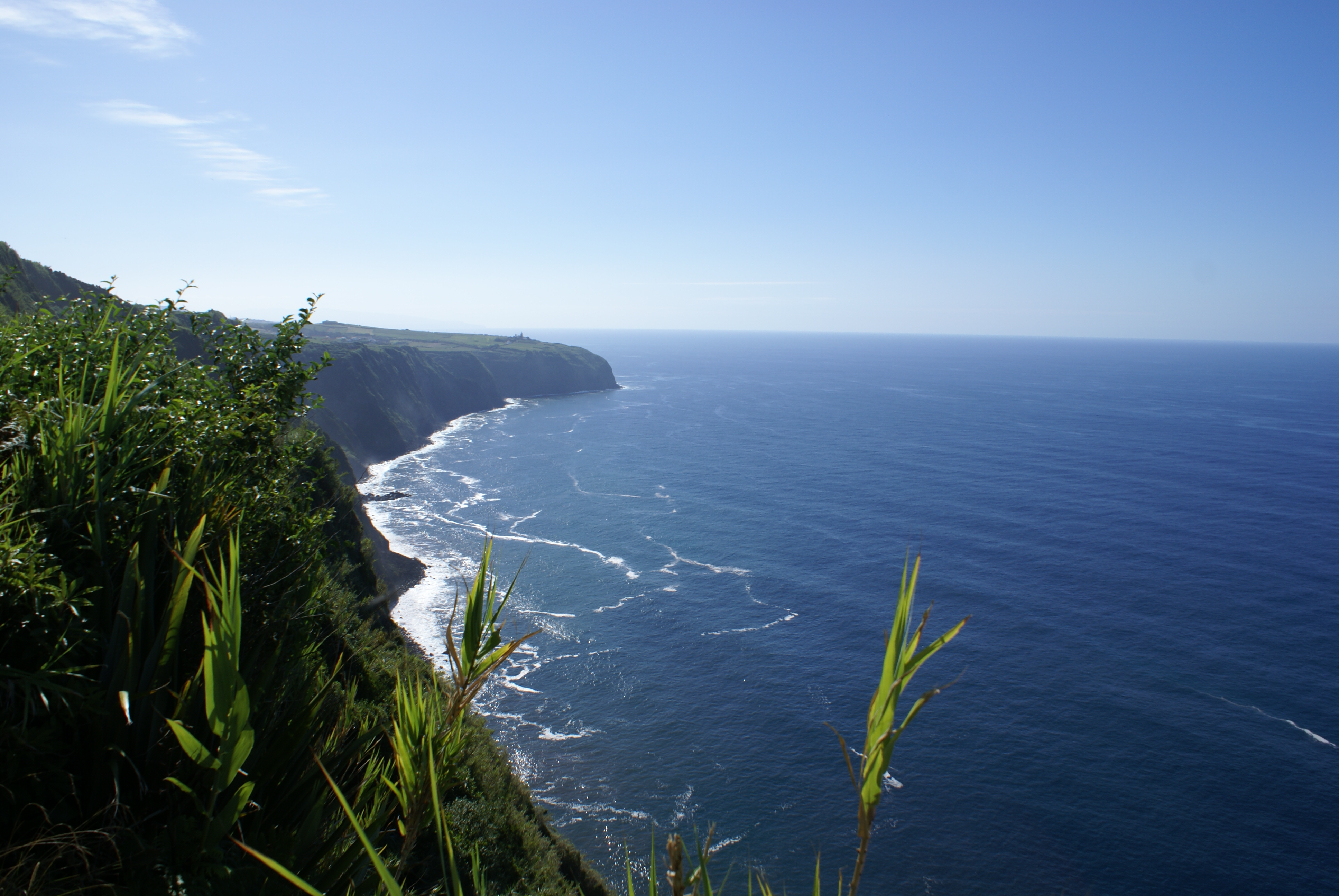
Miradouro Despe-te Que Suas.

O Miradouro Despe-te Que Suas é um miradouro português localizado na freguesia da Algarvia, concelho do Nordeste, na ilha açoriana de São Miguel.
Deste miradouro obtêm-se uma vista ampla sobre parte da costa norte da ilha de São Miguel e sobre as localidade da Algarvia e Santana.
Sendo de destacar a altitude das arribas e profundas falésias sobre as quais foi construído.
Encontra-se na área de abrangência do espaço destinado à manutenção do Priolo. 